# Pseudopholidoctenus
Pseudopholidoctenus è un genere estinto di pesci ossei appartenente alla famiglia Pholidophoridae. Visse nel Triassico medio e i suoi fossili sono stati ritrovati in Germania. L'unica specie nota è P. germanicus.

## Descrizione
Pseudopholidoctenus era un piccolo pesce, con una lunghezza totale di circa 55 mm. Le ossa del tetto cranico erano ricoperte da piccoli tubercoli e creste di diverse dimensioni. La regione nasale era relativamente lunga, pari a circa il 30% della larghezza interorbitale media. La regione postorbitale era circa il 50% della lunghezza della regione orbitale. L'opercolo era molto profondo, circa cinque volte più del subopercolo, con una sutura leggermente obliqua tra le due ossa. Il cleitro aveva un ramo ventrale diritto e stretto, privo di espansione posteriore.
Era caratterizzato dalla presenza di una serie di grandi scaglie o scudi, quasi quadrangolari, situati prima del lobo epassiale della pinna caudale. Il numero di raggi principali della pinna caudale era inferiore a 18, mentre non erano presenti raggi procorrenti ipassiali. Le scaglie erano rivestite da uno strato liscio di ganoina e il margine posteriore delle scaglie presentava alcune sporgenze acute o seghettature.

## Classificazione
Il genere Pseudopholidoctenus è stato descritto nel 2023 e assegnato alla famiglia Pholidophoridae, un gruppo di pesci teleostei arcaici. Il nome Pseudopholidoctenus si riferisce alla somiglianza del tetto cranico e delle seghettature sulle ossa e sulle scaglie con il genere Pholidoctenus, proveniente da terreni del Norico d'Italia.
I fossili di Pseudopholidoctenus sono stati scoperti nella miniera a cielo aperto di Rüdersdorf, situata a circa 25 km a est del centro di Berlino, in Germania. Il livello geologico di provenienza è il Muschelkalk medio, risalente all'Anisico inferiore (inizio del Triassico Medio).